# Place de l'Estrapade

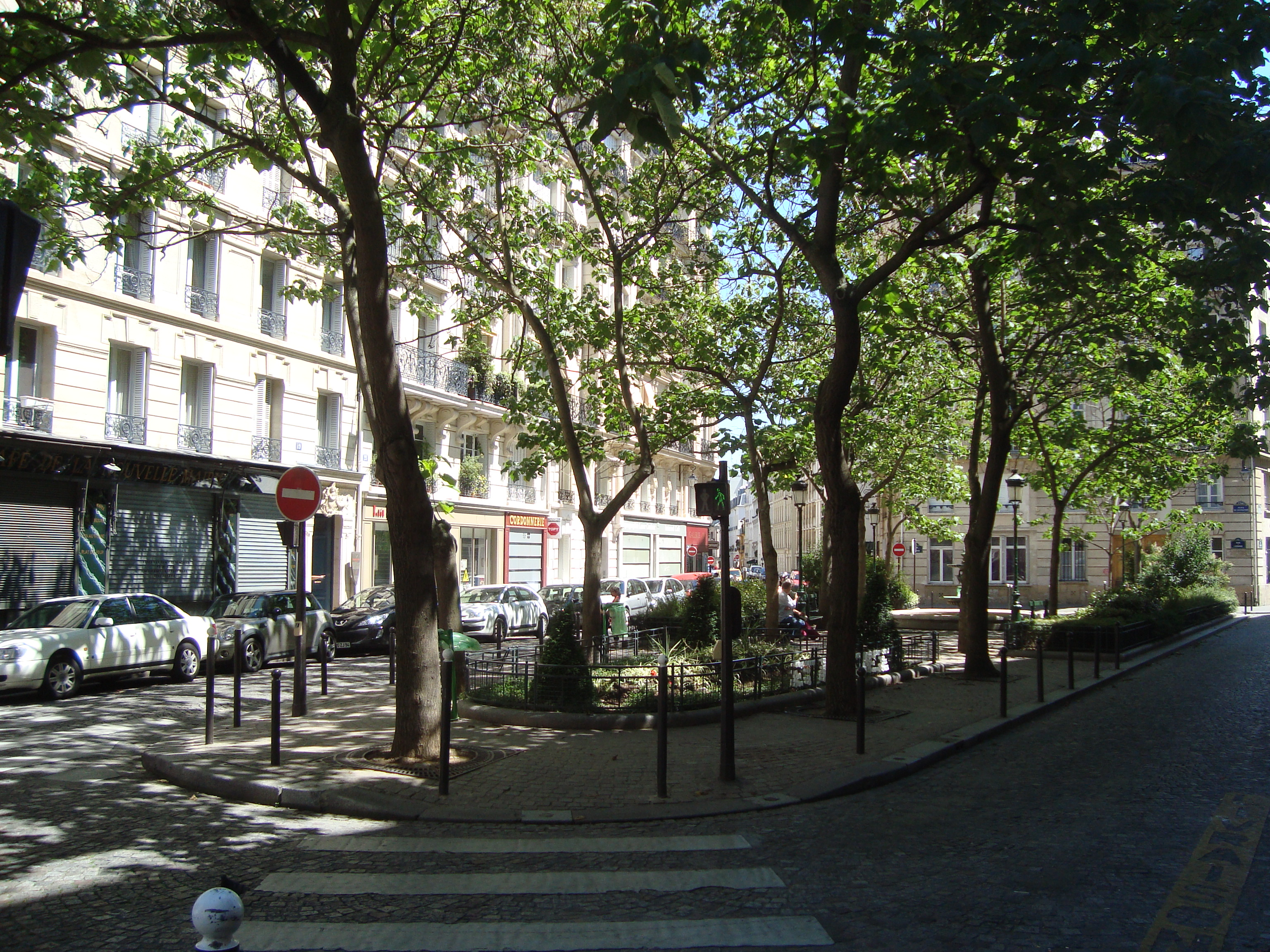
A Place de l'Estrapade

A Place de l'Estrapade é uma praça no 5.º arrondissement de Paris. Está localizada onde a rue de l'Estrapade encontra a rue Lhomond e a rue des Fossés-Saint-Jacques e marca a divisão entre o quartier du Val-de-Grâce e la Sorbonne.
Seu nome veio depois do estrapade, um método de tortura que era infligido naquele local aos prisioneiros (especialmente protestantes), até ser proibido por Luís XIII da França. A praça também foi conhecida como carrefour de Braque e place Neuve-de-Fourcy.

## Na cultura popular
A Place de l'Estrapade teve destaque na série de televisão de 2020 da Netflix, Emily in Paris.